# Невил Исдел
Едуард Невил Исдел (на английски език - Edward Neville Isdell) е ирландски бизнесмен, бивш президент и главен изпълнителен директор (CEO) на Кока-Кола Къмпани, от 2004 до 2008 година, заменяйки на поста Дъг Дафт.

## Кратка биография
Роден е в Северна Ирландия, но когато е на 10-годишна възраст семейството му се премества в Замбия. Постъпва на работа в „Кока-Кола“ през 1966 година, след като се дипломира в Харвардски университет. През 1972 година е назначен за генерален мениджър на Кока Кола Ботлинг - Йоханесбург, най-голямата бутилираща компания в Африка.
През 1980 година е прехвърлен да ръководи компанията Кока-Кола в Австралия. През 1981 година става президент на новосформирания джойнт венчър между The Coca-Cola Company и „San Miguel Corporation“, създаден във Филипините.
Премества се в Западна Германия през 1985 година, като е назначен да оглави Централно Европейската дивизия на компанията. Само за 3 години на поста той успява да преструктурира сектора в Германия, като лицензираните от компанията търговци от 160 се свиват до 30. В началото на 1989 година, е издигнат за вицепрезидент на The Coca-Cola Company и да оглави Североизточно/Африканската Група (Northeast Europe/Africa Group, преименувана на Northeast Europe/Middle East Group през 1992 година), като основна цел е да бъдат радработени новите пазари за компанията в Индия, Близкия изток, Източна Европа и бившите републики от СССР. През 1995 година, става президент на Европейската дивизия (на английски език – Greater Europe Group).
От юли 1998 до септември 2000 година, Исдел е главен изпълнителен директор на Coca-Cola Beverages Plc във Великобритания, преди обединението ѝ с компанията Hellenic Bottling, като по този начин се формира втората по големина бутилираща компания в света - Кока-Кола Хеленик Ботлинг Къмпани (на английски език - Coca-Cola Hellenic Bottling Company). Оттегля се от поста управляващ директор през декември 2001 година. От януари 2002 до май 2004 година, работи като международен консултант за The Coca-Cola Company, и управлява собствените си инвестиции в Барбадос.
Бил е член на борда на директорите на „Coca-Cola Enterprises“, „Coca-Cola Amatil“, „Coca-Cola Femsa“ и „British Telecom“. Бил е директор на пивоварната компания „Scottish and Newcastle Breweries“.
Завръща се като ръководител в „Кока-Кола“ през 2004 година. През 2008 година е заместен на поста от турския бизнесмен Мухтар Кент.